# Ефимов, Андрей Михайлович
Андре́й Миха́йлович Ефи́мов (род. 4 октября 1960, д. Курманка, Белоярский район, Свердловская область) — российский театральный режиссёр, актёр, художник театра кукол, композитор, драматург. Заслуженный артист России (2006). Художественный руководитель театра кукол ФиМ, Екатеринбург.

## Биография
Родился 4 октября 1960 года в деревне Курманке, в Свердловской области. Пятилетним ребёнком, увидев спектакль кукольного театра, сам начал создавать куклы. В третьем классе показал свой первый 10-минутный спектакль, в пятом — организовал кукольный кружок. За Андреем, как за сказочником, бегали по улицам дети. В 1980 году окончил Свердловское театральное училище по специальности «Актёр театра кукол». После службы в Советской Армии пришёл работать в Свердловский театр кукол сначала монтировщиком, а потом был переведён в актёры-кукловоды. В 1985 году Ефимов поставил свой первый спектакль в качестве художника — «Стойкий оловянный солдатик». 
В 1991 году ушёл из Екатеринбургского театра кукол и создал собственный театр кукол «Иллюзион» (дата рождения по бумагам — 1993 год). Первую авторскую постановку Ефимову удалось осуществить только в 1994 году. Для спектакля «Огни забытого трактира» он вместе с женой создал 70 оригинальных кукол. Спектакль был показан в Театре им. С. Образцова, получил специальный приз на Пермском фестивале негосударственных театров, несколько призов на Международном фестивале в Пловдиве (Болгария), на фестивале в Варне (номинация «Лучший кукольный мастер»). С 1998 года под названием «Иллюзион» этот спектакль в репертуаре Екатеринбургского театра кукол. В 2009 году ему достался Гран-при I международного фестиваля театров кукол «В гостях у «Арлекина» (г. Омск) — премия «За лучший спектакль».
В 1996 году Ефимов вернулся в Екатеринбургский театр кукол, где  до 2009 года совмещал работу артиста-кукловода с должностями зам. директора по творческой деятельности, главного художника, художника-технолога. В 1997 году получил Национальную театральную премию «Золотая Маска» за спектакль «Картинки с выставки» (номинация «Лучшая работа художника театра кукол»). За этот же спектакль Ефимов удостоен премии губернатора Свердловской области «За выдающиеся достижения в области литературы и искусства» и премии Областного конкурса «Браво!». Коллеги называют Ефимова: «Страдивари театра кукол».
Одна из самых ярких работ Ефимова-актёра — Гамлет в спектакле «The Hamlet» режиссёра А. Борока (2003). Его герой, непонятный, нескладный, нервный, тонкий и бесконечно одинокий, определил успех всего спектакля. «The Hamlet», как и «Картинки с выставки», как и многие другие спектакли Ефимова, считаются визитной карточкой Екатеринбургского театра кукол.

Каждая его находка содержит в себе черты всех предыдущих и всех последующих, каждый спектакль — это формула, свёрнутая в себя, сверхинтенсивное высказывание мыслителя и творца. А. Ефимов создал то, что называется авторским театром, а ещё у́же — «театром художника» (термин В. Берёзкина). Он любит творить в одиночку, и его натура романтического художника-диктатора проступает даже там, где рядом появляется фигура режиссёра-соучастника. Чистым эквивалентом души Ефимова являются три постановки, им же самим обозначенные как программные: «Иллюзион», «Стойкий оловянный солдатик» и «Картинки с выставки».
 Кукольников часто сравнивают со скульпторами. Что касается Ефимова, то он, скорее, инженер-архитектор. Его любовь к конструированию сложных таинственных миров, населённых трогательными механическими существами — пристрастие воистину романтическое.
— Марина Михайлова, ZAART 2007
С 2011 по 2012 год — главный режиссёр Нижневартовского театра кукол «Барабашка».
В 2012 году создал Театр кукол «ФиМ» (Философия Марионетки). Помимо собственных постановок в Екатеринбурге театр планирует работать над проектами по всей стране, выступая в качестве постановщика и производственной площадки для создания материальной части спектаклей.
С марта 2019 года по февраль 2020-го — главный художник Нижнетагильского театра кукол. С марта 2020 года — работает в театре кукол ФиМ с неизменным творческим партнёром и соратником режиссёром и актёром Сергеем Черепановым.

## Семья
Жена — Лариса (с 1984 по 2000 год). Работала в швейном цехе ЕТК.

## Творчество

### Художник-постановщик
- 1985 — «Сказка времени» («Стойкий оловянный солдатик») — Екатеринбургский театр кукол (ЕТК)
- 1985 — «Солнечный лучик» — Свердловское театральное училище
- 1985 — «Морозко» — ЕТК
- 1986 — «Три поросёнка» — ЕТК
- 1986 — «Теремок» — ЕТК
- 1987 — «Носорог и Жирафа» — ЕТК
- 1987 — «Царевна лягушка» — Городской театр кукол Челябинск — 65
- 1987 — «Колобок» — ЕТК
- 1988 — «Носорог и Жирафа» — Читинский городской театр кукол
- 1989 — «Чемодан чепухи» — ЕТК
- 1994 — «Огни забытого трактира» — Частный театр А. Ефимова
- 1996 — «Картинки с выставки» — ЕТК, соавтор либретто, автор сценария
- 1998 — «Иллюзион» — ЕТК
- 1999 — «Соловей» — ЕТК
- 2000 — «Носорог и Жирафа» — ЕТК
- 2001 — «Синяя птица» — ЕТК
- 2005 — «Волшебник страны OZ» — ЕТК
- 2006 — «Бобок» — ЕТК
- 2006 — «Концерт наш необыкновенный» — Нижневартовский городской театр кукол «Барабашка»
- 2009 — «Нет слов?!» — Нижневартовский городской театр кукол «Барабашка»
- 2010 — «Сказка о мёртвой царевне и семи богатырях» — Челябинский ТЮЗ
- 2010 — «Каштанка» — Нижневартовский Театр кукол «Барабашка»
- 2014 — «Солнечные зайчики» — Театр кукол "ФиМ"
- 2017 — «Щелкунчик» — Театр кукол "ФиМ"
- 2018 — «Детский альбом» — Челябинский театр кукол им. В. Вольховского
- 2019 — «Кукольный голос» — Нижнетагильский театр кукол

### Режиссёр
- 1994 — «Огни забытого трактира» — Частный театр А. Ефимова
- 1998 — «Иллюзион» — ЕТК
- 1999 — «Соловей» — ЕТК
- 2001 — «Синяя птица» — ЕТК
- 2010 — «Каштанка» — Нижневартовский Театр кукол «Барабашка»
- 2014 — «Руслан и Людмила» (грант Губернатора Свердловской области) — Театр кукол «ФиМ»

### Драматург
- 1994 — «Огни забытого трактира» — Частный театр А. Ефимова
- 1996 — «Картинки с выставки» — ЕТК (совм. с Андреем Бороком, Сергеем Плотовым)
- 1998 — «Иллюзион» — ЕТК
- 1999 — «Соловей» — ЕТК
- 2014 — «Руслан и Людмила» (грант Губернатора Свердловской области) — Театр кукол «ФиМ» (совм. с Татьяной Осинцевой)
- 2014 — «Солнечные зайчики» — Театр кукол "ФиМ" (совм. с Аллой Антиповой)

### Композитор
- 1985 — «Сказка времени» («Стойкий оловянный солдатик») — Екатеринбургский театр кукол (ЕТК)
- 1994 — «Огни забытого трактира» — Частный театр А. Ефимова
- 1998 — «Иллюзион» — ЕТК

### Актёр
- 1983 — Удав — «38 попугаев»
- 1983 — Мухамед Плешивый — «Али-Баба и разбойники»
- 1983 — Ведущий — «Кошкин дом»
- 1984 — Удав — «Привет Мартышке»
- 1984 — Шакал — «Сэмбо»
- 1984 — Волк — «Колобок»
- 1984 — Кот — «Петушиная мельница»
- 1984 — Кристофер Робин, Пятачок — «Винни Пух»
- 1984 — Король — «Сказка о незадачливом драконе»
- 1985 — Солдатик, Часовщик — «Сказка времени» («Стойкий оловянный солдатик»)
- 1985 — Дед — «Осторожно — коза»
- 1985 — Профессор Клювс — «Мягко сказано»
- 1985 — Отец — «Морозко»
- 1986 — Волк — «Три поросёнка»
- 1986 — Мишка — «Красные дьяволята»
- 1987 — Отец, Рыжанка — «Голубая змейка»
- 1987 — Лис — «Лев Петухович»
- 1987 — Доктор Марабу — «Носорог и Жирафа»
- 1987 — Дед, Волк, Медведь, Заяц — «Колобок»
- 1988 — Петух — «Гадкий утёнок»
- 1989 — Волк — «По зелёным холмам океана»
- 1989 — Король — «Улыбка судьбы»
- 1990 — Дервиш — «Волшебная лампа Аладдина»
- 1998 — Актёр — «Иллюзион»
- 1998 — Звездочёт — «Там, на неведомых дорожках»
- 1999 — Пастух — «Свет ликующий»
- 1999 — Соловей — «Соловей»
- 2000 — Придворный — «Баллада о морской Царевне»
- 2000 — Домовой — «Волшебные огоньки»
- 2000 — Пьяница, Лис — «Маленький принц»
- 2001 — Чудище — «Петрушка и Колобок»
- 2003 — Гамлет — «The Hamlet»
- 2004 — Кокованя — «Серебряное копытце»
- 2004 — Сказочник, Дед Мороз — «Сказки для Даренки»
- 2005 — Железный Дровосек — «Волшебник страны OZ»
- 2005 — Буратино — «Буратино»
- 2006 — Царь — «По щучьему велению»
- 2007 — Дед Мороз — «Кружевные сказки»
- 2007 — Пьеро — «Картинки с выставки»
- 2014 — Князь «Руслан и Людмила»
- 2014 — Зайчик — «Солнечные зайчики»
- 2017 — Дроссельмейер — «Щелкунчик»
- 2018 — исполнитель нескольких ролей — «Аленький цветочек»

## Отзывы
«Огни забытого трактира»

Их было множество, самых разных систем, от знакомых до совершенно, казалось бы, неведомых конструкций, форм, размеров и фактур. Они появлялись отовсюду и ниоткуда, проживали свою (кто секундную, кто длиннее) жизнь и исчезали в никуда. Почти всем им было дано волшебство преображения, незаметное глазу. Они были так выразительны и загадочны в своих возможностях, что вновь, как некогда в «Сказке времени», приходило волнующее ощущение самостоятельно и в особом мире живущих существ — актёры и люди здесь были словно ни при чём.
— Наталья Решетникова, «Петербургский театральный журнал» № 14 1997
«Картинки с выставки»

Буквально с первых минут спектакля поражает неистощимая фантазия художника, техническое совершенство и остроумие «придумок». Смирившись с обилием и разнообразием находок, начинаешь видеть за ними то, ради чего они придуманы и вставлены в ткань театрального повествования. И еще раз поражаешься и радуешься глубине смысла, точному соответствию формы и содержания.
 Поскольку создатели спектакля хорошо знают, что они хотят сказать, чем намерены поделиться со зрителем, технические трюки не становятся самоцелью, им отведена почётная и чрезвычайно важная роль языка, тех выразительных средств, которые сродни гармонии высшей математики и призваны аккумулировать чрезвычайно серьёзные идеи.
— Анна Некрылова, «Петербургский театральный журнал» № 14 1997
«Иллюзион»

Андреем Ефимовым найдена в этом спектакле уникальная интонация. Слёзы, смех, счастье, горечь — сложная смесь, сплетение разных струн. Это самый тёплый и душевный спектакль Андрея Ефимова. И кажется, что наши чувства, затёртые в суете дня, благодаря его куклам оттаивают, заново рождаются.
— Елена Кривоногова, «Урал» № 4 2001
«Кукольный голос»

…знакомый уже, кажется, и обязательно удивляющий зрителей Андрей Ефимов превзошел сам себя, хотя и тут прослеживаются главные для его творчества философские темы человеческого бытия — красоты, хрупкости и скоротечности жизни; тема Художника и его вечных исканий; мотив рыцарства и бескорыстия. Но не только. И по-другому.
— Наталья Решетникова, «Культура Урала» № 6 (72) 2019

## Награды
- 1997 — премия Свердловского областного конкурса-фестиваля «Браво!» — 1996 в номинации «Лучшая работа постановщика в театре кукол» за спектакль «Картинки с выставки»[14]
- 1997 — национальная театральная премия «Золотая Маска» за спектакль «Картинки с выставки» в номинации «Лучшая работа художника театра кукол»[15]
- 1998 — премия губернатора Свердловской области за создание спектакля «Картинки с выставки»[16]
- 2000 — премия Свердловского областного конкурса-фестиваля «Браво!» — 1999 за спектакль «Соловей» в номинации «Лучшая работа художника в театре кукол»
- 2001 — премия Свердловского областного конкурса-фестиваля «Браво!» — 2000 за спектакль «Иллюзион» в номинации «Лучшая работа постановщика в театре кукол» (сценарий, режиссура, сценография, музыкальное оформление)
- 2003 — приз IX фестиваля театров кукол «Большой Урал» в номинации «Лучшая мужская роль» за роль Гамлета в спектакле «The Hamlet»
- 2004 — премия Свердловского областного конкурса-фестиваля «Браво!» — 2003 за роль Гамлета в спектакле «The Hamlet» в номинации «Лучшая роль в театре кукол»
- 2006 — премия III Международного фестиваля театров кукол «Петрушка Великий» в номинации «Лучшая работа художника» за спектакль «Бобок»
- 2006 — присвоение звания «Заслуженный артист России»[17]
- 2007 — премия Свердловского областного конкурса-фестиваля «Браво!» — 2006 за спектакль «Бобок» в номинации «Лучшая работа постановщика в театре кукол»[18]
- 2007 — премия губернатора Свердловской области за создание спектакля «Бобок»[19]
- 2010 — приз за лучшую работу художника на Международном фестивале театров для детей в Суботице (Сербия) за спектакль «Картинки с выставки»
- 2019 — приз фестиваля «Сибирь. Терра Магика» (г. Красноярск) спектакль Челябинского театра кукол «Детский альбом» в номинации «Лучшая работа художника»[20]